# Podotenus badgingarrae
Podotenus badgingarrae är en skalbaggsart som beskrevs av Zdzisława Stebnicka och Henry Fuller Howden 1994. Podotenus badgingarrae ingår i släktet Podotenus och familjen Aphodiidae. Inga underarter finns listade i Catalogue of Life.